# Leptophatnus alluaudi
Leptophatnus alluaudi är en stekelart som först beskrevs av Heinrich 1936.  Leptophatnus alluaudi ingår i släktet Leptophatnus och familjen brokparasitsteklar. Inga underarter finns listade i Catalogue of Life.